# James MacCullagh
James MacCullagh, född 1809, död 24 oktober 1847, var en  (ö)irländsk matematiker och fysiker.
MacCullagh blev professor i matematik vid Trinity College i Dublin 1838, 1843 professor i fysik där. Han studerade kurvor och ytor, speciellt konfokala andragradsytor. Inom optiken märks MacCullaghs On the laws of crystalline reflexion and refraktion (1838). Han tilldelades Cunninghammedaljen 1838 och Copleymedaljen 1842.